# Stemma di Antigua e Barbuda
Lo stemma di Antigua e Barbuda fu disegnato nel 1966 da Gordon Christopher e fu introdotto ufficialmente il 16 febbraio 1967. La simbologia dello stemma è più complessa di quella della bandiera di Antigua e Barbuda ma ci sono alcuni elementi simili.

## Descrizione
In cima allo stemma c'è un ananas, un frutto per cui lo stato è famoso nel mondo. Intorno allo scudo ci sono alcune piante che sono molto diffuse sull'isola: ibisco, yucca e canna da zucchero. Sono rappresentati anche due cervi che simboleggiano la fauna della nazione.
Nello scudo sono disegnati un sole, presente anche sulla bandiera, che sorge da un mare blu e bianco. Lo sfondo nero rappresenta l'origine africana di buona parte della popolazione.
In fondo allo stemma c'è un cartiglio con il motto del Paese Each endeavouring, all achieving, in inglese Sforzandosi ciascuno, tutto si raggiunge.